# Świerna
Świerna – wieś w Polsce położona w województwie kujawsko-pomorskim, w powiecie włocławskim, w gminie Lubień Kujawski.
| SIMC    | Nazwa     | Rodzaj    |
| ------- | --------- | --------- |
| 0866113 | Janowo    | część wsi |
| 0866120 | Świerenka | część wsi |

W latach 1975–1998 miejscowość administracyjnie należała do województwa włocławskiego. Według Narodowego Spisu Powszechnego (III 2011 r.) liczyła 94 mieszkańców. Jest 29. co do wielkości miejscowością gminy Lubień Kujawski.